# Росдорф (Тюрингия)
Росдорф (нем. Roßdorf) — община в Германии, в земле Тюрингия.
Входит в состав района Шмалькальден-Майнинген. Население составляет 687 человек (на 31 декабря 2010 года). Занимает площадь 17,28 км².